# Armenrat (Wien)
Ein Armenrat der Stadt Wien war ein Beauftragter des Wiener Stadtrates für Angelegenheiten der Armen in einem bestimmten Wiener Bezirk im Zeitraum der zweiten Hälfte des 19. Jahrhunderts bis zum Ersten Weltkrieg.
Der Armenrat kümmerte sich um die Betreuung der Armen, verteilte Spenden und stellte beispielsweise Armutszeugnisse aus.
Während der Ersten Republik wurde die Bezeichnung in "Fürsorgerat" geändert.